# Chaînon Dominion
Le chaînon Dominion (en anglais : Dominion Range) est un massif montagneux de la chaîne de la Reine-Maud, dans la chaîne Transantarctique, en Antarctique. Son point culminant, le mont Mills, s'élève à 2 954 mètres d'altitude. Il est bordé au nord et à l'ouest par le glacier Beardmore, à l'est par le glacier Mill (en).

## Sommets principaux
- Mont Mills, 2 954 m
- Mont Saunders, 2 896 m
- Mont Tennent, 2 896 m
- Mont Nimrod, 2 835 m
- Mont Ward, 2 760 m

## Histoire
Le chaînon Dominion est découvert en 1908 par l'expédition Nimrod dirigée par Ernest Shackleton, qui le nomme en hommage au dominion de Nouvelle-Zélande, qui a aidé l'expédition.